# Max Bernhardt
Max Bernhardt (* 8. September 1906 in Wittenberge; † 11. November 1979 in Leipzig) war ein deutscher Schauspieler, Synchron- und Hörspielsprecher.

## Leben
Über das Leben von Max Bernhardt sind nur lückenhafte Informationen vorhanden, für den Geburtsort gibt es zwei widersprüchliche Angaben: Wittenberge (IMDb) oder Kleinwittenberg (Filmportal).
Erste Theaterauftritte erfolgten Ende der 1920er Jahre an der Königsberger Volksbühne, dem Landestheater für Ostpreußen und Westpreußen. Nach dem Zweiten Weltkrieg hatte er ein Engagement am Städtischen Theater in Chemnitz. Ab 1950 wirkte er für über 25 Jahre an den Theatern in Leipzig. Bekannt sind seine Mitwirkungen in mehreren Filmen der DEFA und des Deutschen Fernsehfunks sowie einzelne Arbeiten als Synchronsprecher. Ab 1949 arbeitete Max Bernhardt als Hörspielsprecher bei der Mitteldeutschen Rundfunk AG, die ab 1953 Teil des Rundfunks der DDR wurde.

## Filmografie
- 1954: Stärker als die Nacht
- 1961: Gewissen in Aufruhr (Fernseh-Fünfteiler, 1 Episode)
- 1963: Tote reden nicht (Fernseh-Zweiteiler)
- 1965: Solange Leben in mir ist
- 1966: Zeugen (Fernsehspiel)
- 1968: Der Mord, der nie verjährt
- 1971: Befreiung (3. Teil)

## Theater
- 1928: George Bernard Shaw: Zinsen (Die Häuser des Herrn Satorius) – Regie: Bernhard Münch (Volksbühne – Landestheater für Ostpreußen und Westpreußen Königsberg)
- 1929: Gerhart Hauptmann: Einsame Menschen – Regie: Adolf Rott (Volksbühne – Landestheater für Ostpreußen und Westpreußen Königsberg)
- 1946: Franz und Paul von Schönthan: Der Raub der Sabinerinnen (Dr. Neumeister) – Regie: Camillo Triembacher (Städtische Theater Chemnitz)
- 1950: George Bernard Shaw: Die heilige Johanna – Regie: Fritz Wendel (Städtisches Schauspielhaus Leipzig)
- 1952: Romain Rolland: Robespierre (Couthon) – Regie: Arthur Jopp/Max Burghardt (Städtisches Schauspielhaus Leipzig)
- 1953: Ion Luca Caragiale: Der verlorene Liebesbrief (Catavencu) – Regie: Wolfgang Böttcher (Städtisches Schauspielhaus Leipzig)
- 1954: Johannes R. Becher: Winterschlacht (Offizier) – Regie: Max Burghardt/Frithjof Rüde (Städtisches Schauspielhaus Leipzig)
- 1954: Jean-Paul Sartre: Die ehrbare Dirne (Senator) – Regie: Erich-Alexander Winds  (Städtische Theater Leipzig – Kammerspiele)
- 1955: Jerzy Jurandot: Solche Zeiten (Schriftsteller Skupin) – Regie: Ludwig Friedrich (Städtische Theater Leipzig)
- 1955: Oscar Wilde: Lady Windermeres Fächer – Regie: Karl Gürs (Städtische Theater Leipzig)
- 1955: Friedrich Schiller: Der Parasit (Selicourt) – Regie: Arthur Jopp (Städtische Theater Leipzig)
- 1956: Charles Fenn: Kampffische (Derosse) – Regie: Frithjof Rüde (Städtische Theater Leipzig – Kammerspiele)
- 1957: Jean Anouilh: Jeanne oder Die Lerche – Regie: Arthur Jopp (Städtisches Schauspielhaus Leipzig)
- 1958: Harald Hauser: Im himmlischen Garten (Dr. Tsung Tsen-mo) – Regie: Rudi Kurz (Städtische Theater Leipzig)
- 1959: William Shakespeare: Die Komödie der Irrungen – Regie: Fritz Wendel (Städtisches Schauspielhaus Leipzig)
- 1959: George Bernard Shaw: Die Häuser des Herrn Satorius – Regie: Johannes Curth (Städtisches Schauspielhaus Leipzig)
- 1960:Harald Hauser: Weißes Blut (Bankier Parochlitz) – Regie: Horst Smiszek (Städtische Theater Leipzig – Kammerspiele)
- 1959: Hans J. Rehfisch/Wilhelm Herzog: Die Affäre Dreyfus – Regie: Erich-Alexander Winds (Städtisches Schauspielhaus Leipzig)
- 1960: Hans J. Rehfisch: Bumerang (Generalstaatsanwalt) – Regie: ? (Städtisches Schauspielhaus Leipzig)
- 1961: Hans Pfeiffer: Schuld sind die anderen (Vater) – Regie: Horst Smiszek  (Städtische Theater Leipzig – Kammerspiele)
- 1962: Konstantin Simonow: Der Vierte (Titelrolle) – Regie: Karl Kayser (Städtische Theater Leipzig – Kammerspiele)
- 1962: František Pavlíček: Labyrinth des Herzens – Regie: Horst Smiszek (Städtische Theater Leipzig)
- 1964: Carl Sternheim: Der Kandidat (Titelrolle) – Regie: Heinrich Voigt (Städtische Theater Leipzig – Kammerspiele)
- 1966: George Bernard Shaw: Pygmalion – Regie: Heinrich Voigt (Städtische Theater Leipzig)
- 1967: Boris Djacenko: Unterm Rock der Teufel – Regie: Horst Smiszek (Städtische Theater Leipzig)
- 1970: Hans Magnus Enzensberger: Das Verhör von Habana (Müder Held) – Regie: Karl Kayser (Städtische Theater Leipzig)
- 1970: Pedro Calderón de la Barca: Der Richter von Zalamea – Regie: Horst Smiszek (Städtisches Schauspielhaus Leipzig)
- 1971: Helmut Baierl: Stück in fünf Akten nach Berichten und Dokumenten (Alter Arbeiter) – Regie: Peter Förster (Städtisches Schauspielhaus Leipzig)
- 1972: Carl Sternheim: Der Snob – Regie: Gotthard Müller (Städtische Theater Leipzig – Kammerspiele)
- 1973: William Shakespeare: Die Komödie der Irrungen – Regie: Klaus Fiedler (Städtisches Schauspielhaus Leipzig)
- 1973: Ignati Dworezki: Der Mann von außerhalb – Regie: Karl Kayser (Städtisches Schauspielhaus Leipzig)
- 1976: Peter Hacks: Die schöne Helena – Regie: Horst Smiszek (Städtische Theater Leipzig)
- 1976: Albert Wendt: Nachtfrost, Die Weihnachtsmänner, Die Grille – Regie: Karl Kayser (Städtische Theater Leipzig – Kellertheater)

## Hörspiele
- 1949: Johann Nestroy: Der böse Geist Lumpazivagabundus (Leim) – Regie: Werner Wieland (Hörspiel –MIRAG)
- 1950: Gerhard W. Menzel: Der Ruhm Frankreichs (Oberst) – Regie: Carl Nagel (Dokumentarhörspiel – MIRAG)
- 1950: Gerhart Hauptmann: Florian Geyer (Sebastian von Rotenhahn) – Regie: Carl Nagel (Hörspiel – MIRAG)
- 1951: Gerhard Rentzsch: Ein Schiff fährt nach Marseille (Saruis) – Regie: Werner Wieland (Hörspiel – MIRAG)
- 1951: Alexander Puschkin: Der Postmeister (Arzt) – Regie: Werner Wieland (Hörspiel – MIRAG)
- 1952: Nikolai Gogol: Der Spieler (Utjeschitelny) – Regie: Werner Wieland (Hörspiel – MIRAG)
- 1952: Ion Luca Caragiale: Ein verlorener Brief  – Regie: Günther Rücker  (Hörspiel – Deutschlandsender)
- 1955: Carl Sternheim: Die Hose (Frank Scarron) – Regie: Werner Wieland (Hörspiel – Rundfunk der DDR)
- 1959: Gerhard Hartmann: Sturm über Queen Maud-Land (Leiter der belgischen Antarktisstation) – Regie: Günter Bormann (Kinderhörspiel – Rundfunk der DDR)
- 1967: Klaus G. Zabel: Die Frösche von Quang Nam – Regie: Uwe Haacke (Kinderhörspiel – Rundfunk der DDR)
- 1967: Ludwig Achtel: Karriere N – Regie: Hans Knötzsch (Hörspiel – Rundfunk der DDR)
- 1968: David Medvedenko: Dr. Krassow und seine Freunde – Regie: Peter Groeger (Hörspiel – Rundfunk der DDR)
- 1968: Joachim Nowotny: Abstecher mit Rührung (Wirt) – Regie: Gert Andreae (Hörspiel – Rundfunk der DDR)
- 1970: Wolfgang Graetz: Widerstand gegen die Staatsgewalt (Bauunternehmer Kramer) – Regie: Walter Niklaus (Hörspiel – Rundfunk der DDR)
- 1970: Hans Siebe: Schwarze Scalare (Egon Lammertz) – Regie: Walter Niklaus (Kriminalhörspiel – Rundfunk der DDR)
- 1971: Bruno Gluchowski: Werkmeister Lorenz (Werkmeister Lorenz) – Regie: Detlef Kurzweg (Hörspiel – Rundfunk der DDR)
- 1971: Hans Siebe: Gepäckfach 19 (Lehrer Nawrath) – Regie: Walter Niklaus (Kriminalhörspiel – Rundfunk der DDR)
- 1972: Friedbert Stöcker: Der Mann mit dem Fahrrad (Nachbar) – Regie: Walter Niklaus (Kurzhörspiel aus der Reihe Kennwort: Momentaufnahme – Rundfunk der DDR)
- 1973: Gert Bieker: Hinter den sieben Hügeln (Rotkäppelgustav) – Regie: Klaus Zippel (Kinderhörspiel – Rundfunk der DDR)
- 1974: Johann Wolfgang von Goethe: Die Wahlverwandtschaften (Arzt) – Regie: Walter Niklaus (Hörspiel, 2. Teil – Rundfunk der DDR)
- 1974: Joachim Nowotny: Ein altes Modell (Wirt) – Regie: Walter Niklaus (Hörspiel – Rundfunk der DDR)
- 1975: Christoph Prochnow: Seine letzte Rolle (Intendant) – Regie: Walter Niklaus (Hörspiel – Rundfunk der DDR)
- 1975: Lena Foellbach: Jahresringe (Alter Mann) – Regie: Werner Grunow (Hörspiel – Rundfunk der DDR)
- 1976: Edgar Allan Poe: Der Doppelmord in der Rue Morgue (Pierre Moreau) – Regie: Klaus Zippel (Kriminalhörspiel/Kurzhörspiel – Rundfunk der DDR)
- 1976: Achim Scholz: Fehlrechnung (Verkäufer) (Kriminalhörspiel – Rundfunk der DDR)
- 1977: Wolfgang Kienast: Holmsund 20 Uhr 30 (Müllfahrer) – Regie: Günter Bormann (Kriminalhörspiel/Kurzhörspiel – Rundfunk der DDR)
- 1977: Agatha Christie: Im letzten Augenblick (George) – Regie: Klaus Zippel (Kriminalhörspiel/Kurzhörspiel – Rundfunk der DDR)
- 1978: Linda Teßmer: Der Überfall (Fischer) – Regie: Ingo Langberg  (Kriminalhörspiel/Kurzhörspiel – Rundfunk der DDR)
- 1978: Lochen Hauser: Gregorianer (Hermann) – Regie: Walter Niklaus (Hörspiel – Rundfunk der DDR)
- 1979: Wolf D. Brennecke: Teilung eines Hauses (Ottokar) – Regie: Walter Niklaus (Hörspiel – Rundfunk der DDR)
- 1979: Regina Hastedt: Das Pferdedorf – Regie: Klaus Zippel (Kinderhörspiel – Rundfunk der DDR)

## Synchronisation
- 1966: Giulio Donnini als Goliath in Robin Hood und die Piraten
- 1975: Kenneth Connor als Polizist in Mach’ weiter, Dick!